# 국가사회주의
국가사회주의(國家社會主義, 독일어: Staatssozialismus)란 국가가 경제를 간섭하고 주도하여 사회주의를 실현하려는 사상을 말한다. 흔히 학계에서 말하는 국가사회주의(State socialism)가 이것이고, 흔히 이 단어로도 번역되는 실제로는 나치즘을 의미하는 민족사회주의(National socialism)와는 다른 개념이다.
사회주의 사상을 따르는 정당들이 주도하는 1862년 독일의 사회주의자 페르디난트 라살의 저서 《노동자 강령》에서 처음으로 그 용어가 등장했고 로드베르투스 등이 1875년 독일 사회민주노동당에서 고타강령을 채택할 이후부터 주장한 것으로서 국가의 원조로 사회주의를 실현하려고 하는 사상과 운동을 말한다.
국가 사회주의는 생산수단의 국유화를 옹호하거나 자본주의에서 사회주의로의 전환기로서 국가를 옹호하는 사회주의 혹은 이러한 통제를 사회주의 자체의 특징으로 규정하는 여러 사회주의들을 일컫는 용어다. 마르크스-레닌주의 국가가 국가 주도의 경제정책을 강조했기 때문에 이 용어는 국가자본주의와 상호교환적으로 사용되기도 한다.
자유지상주의적 사회주의자들과 민주사회주의자들은 국가사회주의가 사회주의의 특징을 일부 제한한다고 비판하기도 한다. 국가 사회주의는 현존하는 기관과 정부를 이용하여 사회주의를 건설할 수 있다고 생각하기 때문에, 자유지상주의적 사회주의와는 반대된다.

## 역사
국가사회주의의 철학을 처음으로 강론한 이는 페르디난트 요한 고틀리프 라살(Ferdinand Johann Gottlieb Lassalle)로, 라살은 카를 마르크스(Karl Marx)와 그의 지지자들과 달리 국가를 기존 계급 관계의 보존자나 계급을 기반으로 한 권력 구조로 보지 않았으며, 무계급 사회에서 필연적으로 "시들어 버릴 것"이라고도 생각하지 않았다. 대신 그는 국가를 독립적인 실재이자, 사회주의 달성을 위한 필수적인 정의의 도구로 보았다.
국가 사회주의의 초기 개념은 국가에 반대하는 아나키스트들과 자유지상주의자들에 의해 지적되었다. 미하일 바쿠닌은 그의 저서인 국가주의와 아나키(Statism and Anarchy, 1873)에서 마르크스주의 운동 내에서의 국가주의 경향을 지적했다. 바쿠닌은 국가권력의 장악을 통한 프롤레타리아 독재가 결국에는 국가 권력을 장악한 새로운 계급의 이기심에 의한 독재 자체로 변질될 것이며, 이는 사회주의가 아니라 국가자본주의를 만들어 낼 것이라고 예견했다.
20세기 동안 국가사회주의는 볼셰비키, 레닌주의자, 마르크스-레닌주의자들에 의해 정치 이념으로서 두드러졌는데, 이들은 공산당에 의한 국가 통제와 사회의 정치적-경제적 분야로의 통제 확장이 반혁명 세력으로부터 공산혁명을 지켜내는 길이라고 정당화했다. 여기서 더 나아가, 스탈린이 제창한 일국사회주의는 소비에트 연방 내부 경제 공업화를 위한 국가의 주도 정책을 정당화하기 위한 시도였다.

## 묘사와 이론
국가사회주의는 넓은 사회주의 운동 중에서 가장 커다란 분기 중의 하나다. 이것은 노동자 자주경영, 애드호크라시 그리고 협동조합의 직접적인 생산수단의 소유와 관리 등으로 특징되는 비국가적, 반국가적 형태의 사회주의와는 대조를 이룬다. 국가사회주의와 반대되는 사회주의에는 자유지상주의적 사회주의, 사회적 아나키즘, 아나르코공산주의, 집산주의적 아나키즘, 생디칼리슴, 상호주의적 아나키즘, 드 레온주의, 경제민주주의 등이 있다. 이런 형태의 사회주의들은 계층적인 기술관료적 사회주의, 과학적 관리법, 국가 주도의 경제 계획에 반대한다.
소비에트 스타일의 경제 사회 체제와 같은 국가 사회주의를 언급할 때 이는 마르크스-레닌주의에서 시작되었다. 본래 마르크스주의 이론에서 사회주의는 자본주의가 가장 발달하여 내부모순과 계급갈등으로 가장 많은 고통을 겪는 곳에서 등장해야 하는 무언가다. 반면 "국가사회주의는" 가장 빈곤하고 절대군주적인 국가를 위한 혁명 이론이 되었다. 그런 체제에서 국가는 자본 축적의 도구가 되었고, 가난한 나라를 근대화 시키고 산업화 하기 위하여 노동 계급과 농민들로부터 잉여 자원을 수탈했다. 이러한 체제는 국가가 자본 축적에 종사하기 때문에 국가 자본주의라고 묘사되기도 한다.

## 사회주의에서 국가의 역할
사회주의에 대한 전통적인 입장에 있어서 엥겔스나 생시몽 같은 사상가들은 국가의 기능이 민중에 대한 정치적 지배에서 생산에 대한 과학적 관리로 변함으로써 사회주의 체제에서 국가는 그 본질이 변할 것이라고 예상했다. 국가는 계급과 정치 통제의 도구에서 상호의존적인 협회로 구성된 경제 조정의 주체가 됨으로써 전통적 의미의 국가의 정의에서 벗어날 것이라고 주장되었다. 정통적 마르크스주의 이론에서 사회주의는 결국에는 '국가없는 사회주의'로 나아갈 무엇인가다.
볼셰비키가 러시아 혁명에서 벌인 일들에 의하여 개량주의자, 평의회 공산주의자 같은 정통적 마르크스주의자, 멘셰비키, 아나키스트 그리고 자유지상주의적 사회주의자들을 포함한 많은 사회주의자들은 사회주의를 달성하기 위한 방법으로써 국가주도의 중앙 계획과 생산수단의 국유화를 주장하는 볼셰비키를 비판했다.

## 공산주의 국가에서 국가사회주의
구 소련이나 중앙유럽 그리고 다른 공산주의 국가들에서 채택된 경제 모델을 국가사회주의라고 부르기도 한다. 이런 체제는 마르크스-레닌주의의 일국사회주의론을 기반으로 한다. 이런 체제는 소비에트 연방에서 1930년대에 등장했으며 생산수단의 국가소유화와 중앙집권적 계획 그리고 국가 관료에 의한 작업장의 관료적 관리와 함께 궁극적으로 모든 것을 공산당에 종속시키는 것을 목표로 했다. 이것은 생산자가 생산을 통제하거나 관리하는 것이 아니라, 정부 조직을 통제하는 당이 국가 경제를 감독하고 자본재의 분배와 생산을 계획하는 방식이다.
이런 이유로 인하여, 고전적 그리고 정통적 마르크스주의자들과 좌파공산주의자들은 그런 스탈린주의적 정책들을 국가자본주의나 타락한 노동자 국가라고 비판했다.
좌파공산주의자들은 공산주의 국가들의 리더쉽은 부패했으며 이들은 마르크스주의의 이름을 제외한 모든 것을 내버렸다고 주장했다.

## 비스마르크의 사회정책
사회주의자법(Sozialistengesetze)이 제정된 이후인 1883년~1889년 사이, 도이치 제국의 재상 비스마르크는 노동 계층을 진정시키고 부분적으론 도이칠란트 사회민주당(Sozialdemokratische Partei Deutschlands, SPD)에 대한 지지도를 추락시킬 목적으로 의료 지원을 비롯한 사회 복지 제도를 도입하였다. 그러나 비스마르크가 단순히 SPD의 지지율 하락을 목적으로 사회 제도를 도입한 것은 아니었으며, 이러한 사실은 브리튼의 역사가 앨런 존 퍼시벌 테일러(Alan John Percivale Taylor)가 쓴 '비스마르크, 인간과 정치가(Bismarck, The Man and the Statesman)'에서 잘 드러난다. "비스마르크가 단순히 사회민주당을 약화시키기 위해 사회 복지 제도를 도입했다고 말하는 것은 부당한 것으로, 그는 이에 대해 아주 오랜 세월 동안 진지하게 생각해왔다. 그러나 그들이 실제적 필요를 제공하는 정확한 순간에 그는 평소처럼 자신의 신념대로 행동했다." 비스마르크는 민족주의자이자 국가 지향적 사회주의자였던 라살와의 친분에 대해 언급하면서, 그를 사회민주당원들보다 실용적인 "사회주의자"라고 평했다. 비스마르크를 비판했던 자유주의자들과 보수주의자들은 그의 사회 정책을 비공식적으로 "국가사회주의"라고 불렀는데, 이 용어는 후일 노동 계층을 만족시킴으로써 민족주의 지향적 사회주의 복지 국가를 형성할 목적으로 시행된 추가적인 사회 제도의 지지자들에 의해 차용되어 비스마르크의 사회 복제 제도 전체를 아우르는 단어가 되었다.
비스마르크는 자신의 사회 복제 제도에 대해 다음과 같이 진술했다.
"누구든 자신이 노년에 연금을 받을 수 있다는 사실이 그러한 전망이 없는 것보단 훨씬 더 편하다고 느낄 겁니다. 재상과 궁정 내 개인 비서 사이의 차이를 보십시오. 후자는 그나마 앞으로 보장될 연금이 있기에 더욱 감내할 수 있는 겁니다."

## 파시즘과 연관성
20세기에, 사회주의의 한 분파인 국가사회주의와 이탈리아의 혁명적 조합주의자 조르주 소렐의 민족조합주의 이론, 유럽 낭만주의의 영향을 받은 반계몽주의적 사회주의를 유럽의 국민주의(Nationalism) 문학자들과 본래 사회주의자였던 베니토 무솔리니가 계승하여 원초적인 파시즘이 이탈리아에 들어선다. 이러한 역사 때문에 사회주의에 반대하는 자본주의자 또는 자유주의 우파 세력은 파시즘을 좌익적, 사회주의적 기원을 가진 사상이라고 주장하기도 한다.
허나 이건 예외적인 것으로, 이탈리아 파시즘 외 거의 모든 다른 파시즘 정당들은 반동적 보수주의 정당에서 유래했다. 예를 들어 나치당 창설자인 안톤 드렉슬러는 독일 조국당(DVLP) 출신이고 나치 좌파(슈트라서주의)의 슈트라서 형제 역시 독일 국가인민당(DNVP)에서 파생된 DVFP 출신이다. DVLP와 DNVP 둘다 전통적 프로이센 보수정당인 독일 보수당에서 나온 정당들이다.
보수혁명 운동 등의 과정을 거치며 초기 파시스트들은 정치이론의 혼합과 좌우를 넘어선 이른바 제3의 위치를 주창했지만, 결과적으로는 국가, 사회의 일체성 따위만 강조하다보니 이에 배제되는 사회적 소수자들에겐 차별과 혐오가 난무하는 전체주의적 사상만 남기게 된다. 이런 면모는 이들이 사회주의 노동 운동을 철저히 탄압했던 것에서도 알 수 있다.
파시즘 체제에서 보이는 일부 사회주의적 경향은 오늘날 사회주의 운동의 모태가 되는 이론인 생시몽, 샤를 푸리에 계의 계몽주의적 사회주의(또는 초기사회주의) 혹은 마르크스주의의 사회주의 경향과 다르게, 철저한 국가 주도의 조합주의적 통제에 의해 자본가와 노동운동을 모두 탄압하며 국수주의적인 색채가 있다는 점에서 차이가 있다.

## 비판
마르크스가 저작한 《고타강령비판》에는 국가사회주의에 대한 언급을 다루었다. 마르크스는 국가사회주의의 이론적 면인 계급협조론과 국가주의에 대해 비판했다. 사회주의 혁명의 근본 세력은 무산계급이지만, 국가사회주의는 그렇지가 않으며 부르주아와 프롤레타리아의 갈등을 제3자의 입장에서 볼 때부터 사회주의의 길에서 벗어났다고 비판했다. 마르크스는 국가사회주의를 최종적으로 '소시민(Petite bourgeoisie)적 사회주의' 또는 '기회주의적 사회주의'라고 비판하였다.
정통적 마르크스주의자들은 국가사회주의는 결함이라고 주장한다. 사회주의에서 생산과 경제에 관한 연합체가 있을수는 있지만, 이는 마르크스주의자들의 정의(하나의 계급에 의한 독재)에서 국가가 아니다. 이는 일부 사회주의자들이 "국가사회주의"를 국가자본주의(임금노동, 자본축적, 국유화에 기반한 경제)라고 여기게 되는 이유이기도 하다. 프리드리히 엥겔스는 국가자본주의는 자본주의의 최종 형태일 것이라고 언급한 적이 있다.
많은 자유지상주의적 사회주의자들과 아나키스트들은 마르크스주의 그 자체 마저도 국가를 즉시 폐지시키지 않고 일시적인 프롤레타리아 국가의 기간을 옹호하기 때문에 국가 사회주의라고 비판했다. 그들은 자신들의 사회주의(생산수단의 사회화, 국가의 개입 없는 생산 수단의 공유 등)와 호환되지 않는 사회주의를 가리켜 국가사회주의라고 부른다. 대부분의 자유지상주의적 사회주의자들은 국가주의는 그 자체만으로 진정한 사회주의와 대립된다고 생각한다. 윌리엄 모리스(William Morris)는 자유지상주의적 사회주의의 목표에 대하여 다음과 같이 언급한 적이있다 "국가를 파괴하고 그곳에 자유로운 사회를 만들자".
국가사회주의는 종종 비방자들에 의해 그냥 "사회주의"라고 불리기도 한다. 예를 들어서, 오스트리아 학파 경제학자인 루드비히 폰 미제스와 프리드리히 하이예크는 "사회주의"를 지속적으로 국가 사회주의나 계획경제와 동의어로서 언급했다.
오늘날 중도좌파의 많은 사회주의 정당들은 사회민주주의 형태로서 "계획경제"와 "규제된 자본주의"를 지지하며, 소유권에 대한 문제 대신 규제를 내세운다. 이러한 사회 개혁은 혁명을 통한 자본주의의 전복을 바라지 않으며, 현존하는 정부와 생산수단의 사적소유 그리고 자본주의 경제 체제의 존속을 지지하며 단지 이들을 좀 더 사회적인 목적으로 바꾸길 원한다. 현대의 사회민주주의는 국가사회주의나 국가자본주의라고 간주될 수 있는데, 이는 생산 수단들이 거의 보편적으로 사업가들의 사유 재산이며 생산품이 직접적인 사용보단 교환을 목적으로 하기 때문이다.

## 같이 보기
- 국가주의
- 사회주의
- 집산주의
- 공산주의
- 파시즘